# Пуадебар, Жан-Батист
Жан-Бати́ст Пуадеба́р, в России известен был также как Иван Иванович Пуадеба́рд (фр. Jean-Baptiste Poidebard; 1761 год, Сент-Этьен — 1824 год) — французский священник и инженер-механик, прославившийся в России сооружением во́рота для коноводных машин на Каме.

## Биография
Родом из Сент-Этьена; аббат, кюре в fr:Mions; на протяжении четырёх лет — профессор математики в лионском колледже, после чего в 1793 году покинул Францию, побывал в Турине, в Германии и, наконец, попал в Россию, в Петербург, где и занялся механикой. Механика обязана ему несколькими открытиями практического характера.
С 1810 года работал по контракту на горных заводах уральских промышленников Всеволожских, где в 1811 году изобрёл специальный, приводимый в движение лошадьми во́рот для подъёма соляных судов против течения реки Камы. 29 мая 1814 года ему была выдана 10-летняя привилегия (патент в России до 1917 года) на «употребление конных машин для взвода судов против течения рек».
Несмотря на трудовую жизнь, постоянно находился в положении человека нуждающегося и умер, не оставив средств для своего погребения.